# Timothy Colman
Sir Timothy James Alan Colman (Henstead, 19 settembre 1929 – Bixley, 9 settembre 2021) è stato un imprenditore, funzionario e velista britannico.

## Biografia
Timothy Colman nacque a Henstead, nel Suffolk, il 19 settembre 1929 ed era il secondo figlio del capitano Geoffrey Colman e di sua moglie Lettice. La sua famiglia era proprietaria dell'azienda alimentare Colman's.
Studiò presso la Heatherdown Preparatory School e il Royal Naval College di Dartmouth. Entrato nella Royal Navy, prestò servizio come secondo tenente nella HMS Frobisher e nella HMS Indefatigable. Nel 1953 si congedò con il grado di sottotenente. In seguito divenne imprenditore. Iniziò come tirocinante in fabbrica e poi divenne manager presso la Carrow Works a Norwich. Lasciò l'azienda per dedicarsi alla grande tenuta di famiglia alla periferia della città.
Nel 1957 divenne direttore dei giornali delle contee orientali, continuando il legame ininterrotto della famiglia. Fu infatti nel 1844 che Jeremiah Colman fondò la Norfolk News Company (che in seguito cambiò nome in Eastern Counties Newspapers e oggi è nota come Archant). Nel 1958 divenne vicepresidente dell'Eastern Counties Newspapers e dal 1969 al 1996 ne fu presidente.
Ebbe un ruolo importante nell'istituzione dell'Università dell'Anglia orientale a Norwich. In seguito ne divenne pro-rettore (di fatto presidente del consiglio universitario) e nel 1973 gli fu assegnata la laurea honoris causa in diritto civile. Collaborò anche alla fondazione del Whitlingham Broad e del Sainsbury Center for Visual Arts. Fu anche membro del Castaways' Club, un club per gli ufficiali della Royal Navy.
Ricoprì l'ufficio di lord luogotenente del Norfolk dal 30 marzo 1978 al 19 settembre 2004.
Era anche un velista e ottenne il record per lo yacht più veloce del mondo. Raggiunse la velocità di 26,3 nodi con Crossbow all'inizio del World Sailing Speed Record Council del 1972. Aumentò il record a 31,2 nodi tre anni dopo e poi nel 1980, con il suo catamarano Crossbow II, estese il record a 36 nodi. Mantenne il record per sei anni fino a essere battuto dalla barca del francese Pascal Maka. È membro del Royal Yacht Squadron.
Fu patrono o presidente di un gran numero di organizzazioni tra cui il Norfolk and Norwich Festival, il Carnegie United Kingdom Trust, i Friends of Norwich Museums, il Norfolk Wildlife Trust, la Norfolk and Norwich Horticultural Society, la Royal Norfolk Agricultural Association, la English Countryside Commission, Nature Conservancy Council e molti altri. Prestò servizio anche come giudice di pace e presidente del banco.

## Vita personale
Era sposato con lady Mary Bowes-Lyon, nipote della regina Elizabeth Bowes-Lyon. Ebbero cinque figli: Sarah Rose, Sabrina Mary, Emma Elizabeth, James Russell e Matthew Geoffrey. Trascorse gli ultimi anni della sua vita a Bixley Manor, vicino a Norwich. Lady Mary morì il 2 gennaio 2021.
Suo figlia Sarah Troughton è lord luogotenente del Wiltshire dal 2012.
Sir Timothy morì presso la Bixley Manor il 9 settembre 2021 all'età di 91 anni.
Il 20 gennaio 2022 si tenne un servizio in sua memoria presso la cattedrale della Santa e Indivisibile Trinità a Norwich.

## Ascendenza
|                                           |                   |                            | Genitori                             |  |  | Nonni |  |  | Bisnonni        |  |  | Trisnonni    |  |
|                                           |                   |                            |                                      |  |  |       |  |  | Jeremiah Colman |  |  | James Colman |  |
|                                           |                   |                            |                                      |  |  |       |  |  | Jeremiah Colman |  |  | James Colman |  |
|                                           |                   | Mary Burlingham            |                                      |  |  |       |  |  | Jeremiah Colman |  |  |              |  |
| Russell James Colman                      |                   |                            |                                      |  |  |       |  |  | Jeremiah Colman |  |  |              |  |
|                                           |                   | Caroline Cozens-Hardy      | William Hardy Cozens-Hardy           |  |  |       |  |  |                 |  |  |              |  |
|                                           |                   | Caroline Cozens-Hardy      | William Hardy Cozens-Hardy           |  |  |       |  |  |                 |  |  |              |  |
|                                           |                   | Caroline Cozens-Hardy      | Sarah Theobald                       |  |  |       |  |  |                 |  |  |              |  |
| Geoffrey Colman                           |                   | Caroline Cozens-Hardy      |                                      |  |  |       |  |  |                 |  |  |              |  |
|                                           |                   | Richard Davies             | …                                    |  |  |       |  |  |                 |  |  |              |  |
|                                           |                   | Richard Davies             | …                                    |  |  |       |  |  |                 |  |  |              |  |
|                                           |                   | Richard Davies             | …                                    |  |  |       |  |  |                 |  |  |              |  |
| Edith Margaret Davies                     |                   | Richard Davies             |                                      |  |  |       |  |  |                 |  |  |              |  |
|                                           |                   | …                          | …                                    |  |  |       |  |  |                 |  |  |              |  |
|                                           |                   | …                          | …                                    |  |  |       |  |  |                 |  |  |              |  |
|                                           |                   | …                          | …                                    |  |  |       |  |  |                 |  |  |              |  |
| Timothy James Alan Colman                 |                   | …                          |                                      |  |  |       |  |  |                 |  |  |              |  |
|                                           | Henry John Adeane | Henry John Adeane          |                                      |  |  |       |  |  |                 |  |  |              |  |
|                                           | Henry John Adeane | Henry John Adeane          |                                      |  |  |       |  |  |                 |  |  |              |  |
|                                           | Henry John Adeane | Matilda Abigail Stanley    |                                      |  |  |       |  |  |                 |  |  |              |  |
| Charles Robert Whorwood Adeane            | Henry John Adeane |                            |                                      |  |  |       |  |  |                 |  |  |              |  |
|                                           |                   | Elizabeth Philipa Biddulph | Charles Yorke, IV conte di Hardwicke |  |  |       |  |  |                 |  |  |              |  |
|                                           |                   | Elizabeth Philipa Biddulph | Charles Yorke, IV conte di Hardwicke |  |  |       |  |  |                 |  |  |              |  |
|                                           |                   | Elizabeth Philipa Biddulph | Susan Liddell                        |  |  |       |  |  |                 |  |  |              |  |
| Lettice Elizabeth Evelyn Adeane           |                   | Elizabeth Philipa Biddulph |                                      |  |  |       |  |  |                 |  |  |              |  |
|                                           |                   | Percy Scawen Wyndham       | George Wyndham, I barone Leconfield  |  |  |       |  |  |                 |  |  |              |  |
|                                           |                   | Percy Scawen Wyndham       | George Wyndham, I barone Leconfield  |  |  |       |  |  |                 |  |  |              |  |
|                                           |                   | Percy Scawen Wyndham       | Mary Fanny Blunt                     |  |  |       |  |  |                 |  |  |              |  |
| Madeline Pamela Constance Blanche Wyndham |                   | Percy Scawen Wyndham       |                                      |  |  |       |  |  |                 |  |  |              |  |
|                                           |                   | Madeline Campbell          | Guy Campbell, I baronetto            |  |  |       |  |  |                 |  |  |              |  |
|                                           |                   | Madeline Campbell          | Guy Campbell, I baronetto            |  |  |       |  |  |                 |  |  |              |  |
|                                           |                   | Madeline Campbell          | Pamela FitzGerald                    |  |  |       |  |  |                 |  |  |              |  |
|                                           |                   | Madeline Campbell          |                                      |  |  |       |  |  |                 |  |  |              |  |